# Пол Глашиу
Пол Глашиу (енгл. Paul Glasziou; 21. мај 1954) је аустралијски академски лекар познат по истраживањима у медицини заснованој на чињеницама.

## Биографија
Рођен је 21. маја 1954. у Аустралији. Професор је медицине засноване на чињеницама на Универзитету Бонд, где је и директор медицинског факултета. Био је директор медицинског центра заснованог на чињеницама, на Универзитету у Оксфорду, у Енглеској од 2003. до 2010. године. У јулу 2010. је добио стипендију националног већа за здравствена и медицинска истраживања на Универзитету Бонд. У марту 2015. је изабран за члана медицинске академије.